# Peter Witt
Peter Witt (Cleveland, 24 luglio 1869 – 20 ottobre 1948) è stato un politico statunitense, noto per aver ideato le omonime vetture tranviarie.

## Vita

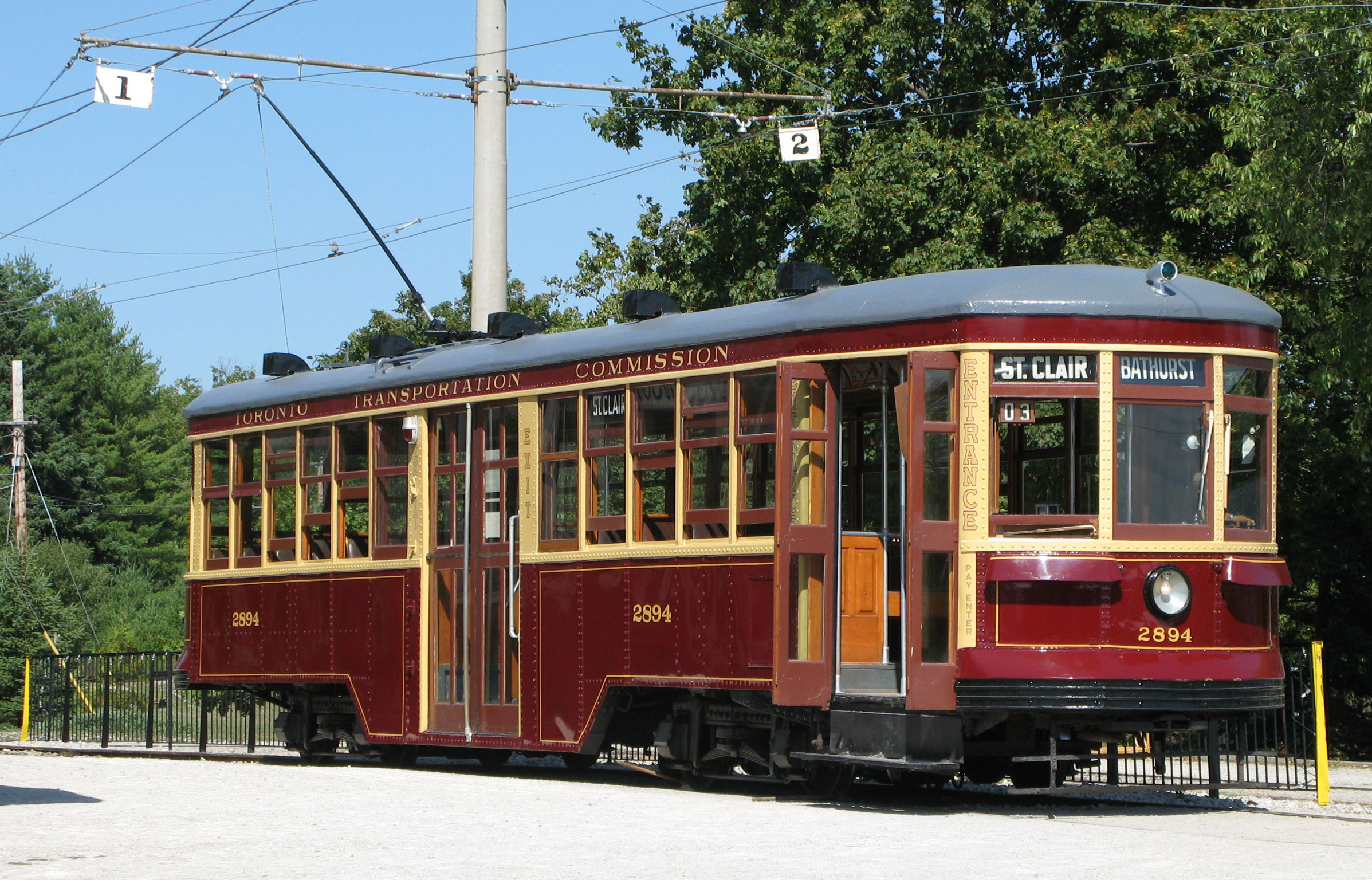
HCRY-Peter-Witt-TTC-2984

Peter Witt nacque a Cleveland nel 1869 da una coppia di immigrati tedeschi. Dopo gli studi lavorò come operaio e si interessò all'attività sindacale. Seguace delle teorie economiche di Henry George, entrò nell'amministrazione cittadina di Cleveland durante la sindacatura di Tom L. Johnson.
Dal 1911 al 1915 divenne direttore delle tranvie urbane, per le quali studiò un nuovo tipo di vettura tranviaria (il tram "Peter Witt"), che avrebbe in seguito conosciuto un'enorme diffusione in molte città americane ed europee.
Peter Witt si candidò più volte alla carica di sindaco di Cleveland e di governatore dell'Ohio, sempre senza successo; tuttavia collaborò con molte amministrazioni cittadine nella redazione di piani urbanistici e di trasporto.
Ritiratosi a vita privata nel 1932, morì nel 1948.